# Ceraclea
Ceraclea – owad, chruścik z rodziny Leptoceridae. Larwy prowadzą wodny tryb życia, odżywiają się gąbkami, budują przenośne domki. Występują w czystych wodach, dlatego wykorzystywane są jako biowskaźniki (bioindykatory).
Gatunki występujące w Polsce:
- Ceraclea alboguttata (Hagen, 1860)
- Ceraclea albimacula Rambur, 1877
- Ceraclea annulicornis (Stephens, 1836)
- Ceraclea aurea (Pictet, 1834)
- Ceraclea excisa Morton, 1904
- Ceraclea dissimilis (Stephens, 1836)
- Ceraclea fulva (Rambur, 1842)
- Ceraclea nigronervosa (Retzius, 1783)
- Ceraclea riparia (Albarda, 1874)
- Ceraclea senilis (Burmeister, 1839)